# Бірлік (Каратальський район)
Бірлі́к (каз. Бірлік) — село у складі Каратальського району Жетисуської області Казахстану. Входить до складу Тастобинського сільського округу.
Населення — 142 особи (2021; 73 у 2009, 54 у 1999, 107 осіб у 1989).